# Sarki lúd
A sarki lúd (Chen caerulescens) a madarak osztályának a lúdalakúak (Anseriformes) rendjébe, ezen belül a récefélék (Anatidae) családjába tartozó faj.
Egyes rendszerezések az Anser nemhez sorolják Anser caerulescens néven

## Elterjedése
Észak-Amerika és Szibéria északi részén fészkel, telelni délre vonul eljut Mexikóig, de kóborlásai során több országban is előfordul. Tundrák, mocsaras területek lakója. Japánban és Kínában is vannak telelő kolóniái.

## Alfajai
- Chen caerulescens caerulescens
- Chen caerulescens atlanticus

## Megjelenése
Testhossza 60-75 centiméter, szárnyfesztávolsága 150 centiméteres, testtömege pedig 2500–4000 gramm. Szárnyainak a végét kivéve tollainak a színe fehér. Csőre rövid és piros. Kétféle színváltozata van, a teljesen fehér és egy kék színű.

## Életmódja
Társas, vonuló madár. Gyökerekkel, gumókkal, rügyekkel és levelekkel táplálkozik, de rovarokat is fogyaszt. A sarki lúd rendszerint 3 évig is él, de fogságban 15-20 évig is tartható.
|  |  |  |

## Szaporodása
Az ivarérettséget 2-3 éves korban éri el. A költési időszak június közepétől kezdődik. Talajmélyedésbe készíti fészkét, melyet levelekkel és pehelytollakkal bélel ki. A fészekalja 4-6 krémszínű, fehéres tojásból áll. A tojó 22-23 napig kotlik, eközben a hím őrködik. A kis sarki ludak körülbelül 40 napos korban önállóvá válnak. A sarki ludak nagy kolóniákban költenek.